# Усман Думбія
Усман Думбія (фр. Ousmane Doumbia, нар. 21 травня 1992, Аджаме) — івуарійський футболіст, півзахисник швейцарського клубу «Лугано».
Молодший брат Сейду Думбія, багаторічного гравця футбольної збірної Кот-д'Івуару

## Ігрова кар'єра
Народився 21 травня 1992 року в Аджаме. Вихованець футбольної школи місцевого клубу «Атлетік Аджаме». Дорослу футбольну кар'єру розпочав 2012 року в основній команді того ж клубу, в якій провів один сезон. 
2013 року перебрався до Швейцарії, приєднавшись на правах оренди до складу «Серветта». За рік, влітку 2014, уклав із цим клубом повноцінний контракт, після чого відіграв за його команду ще три сезони.
Згодом продовжив виступи у Швейцарії, півроку грав за «Івердон Спорт», два з половиною сезони — за «Вінтертур», після чого у жовтні 2020 року став гравцем «Цюриха». За результатами сезону 2021/22 ставав у його складі чемпіоном Швейцарії.
У липні 2022 року уклав чотирирічний контракт із «Лугано». Частину 2023 року провів в оренді у складі «Чикаго Файр», після чого повернувся до луганської команди.

## Статистика виступів

### Статистика клубних виступів
Станом на 27 липня 2021
| Сезон             | Команда           | Чемпіонат         | Чемпіонат | Чемпіонат | Національний кубок | Національний кубок | Національний кубок | Континентальні кубки | Континентальні кубки | Континентальні кубки | Інші змагання | Інші змагання | Інші змагання | Усього | Усього | Усього |
| Сезон             | Команда           | Ліга              | Ігор      | Голів     | Ліга               | Ігор               | Голів              | Ліга                 | Ігор                 | Голів                | Ліга          | Ігор          | Голів         | Ігор   | Голів  |        |
| ----------------- | ----------------- | ----------------- | --------- | --------- | ------------------ | ------------------ | ------------------ | -------------------- | -------------------- | -------------------- | ------------- | ------------- | ------------- | ------ | ------ | ------ |
| 2013–14           | «Серветт»         | ЧЛ                | 28        | 4         | КШ                 | 1                  | 0                  |                      | -                    | -                    |               | -             | -             | 29     | 4      |        |
| 2014–15           | «Серветт»         | ЧЛ                | 22        | 2         | КШ                 | 0                  | 0                  |                      | -                    | -                    |               | -             | -             | 22     | 2      |        |
| 2015–16           | «Серветт»         | ЛП                | 15        | 2         | КШ                 | 0                  | 0                  |                      | -                    | -                    |               | -             | -             | 15     | 2      |        |
| 2016–17           | «Серветт»         | ЧЛ                | 22        | 0         | КШ                 | 0                  | 0                  |                      | -                    | -                    |               | -             | -             | 22     | 0      |        |
| 2017-січ. 2018    | «Івердон Спорт»   | ЛП                | 6         | 0         | КШ                 | 0                  | 0                  |                      | -                    | -                    |               | -             | -             | 6      | 0      |        |
| січ.-черв. 2018   | «Вінтертур»       | ЧЛ                | 18        | 0         | КШ                 | 0                  | 0                  |                      | -                    | -                    |               | -             | -             | 18     | 0      |        |
| 2018–19           | «Вінтертур»       | ЧЛ                | 32        | 5         | КШ                 | 3                  | 1                  |                      | -                    | -                    |               | -             | -             | 35     | 6      |        |
| 2019–20           | «Вінтертур»       | ЧЛ                | 34        | 4         | КШ                 | 5                  | 0                  |                      | -                    | -                    |               | -             | -             | 39     | 4      |        |
| серп.-жовт. 2020  | «Вінтертур»       | ЧЛ                | 3         | 3         | КШ                 | 1                  | 0                  |                      | -                    | -                    |               | -             | -             | 4      | 3      |        |
| жовт. 2020–21     | «Цюрих»           | СЛ                | 30        | 0         | КШ                 | 0                  | 0                  |                      | -                    | -                    |               | -             | -             | 30     | 0      |        |
| 2021–22           | «Цюрих»           | СЛ                | 1         | 0         | КШ                 | 0                  | 0                  |                      | -                    | -                    |               | -             | -             | 1      | 0      |        |
| Усього за кар'єру | Усього за кар'єру | Усього за кар'єру | 211       | 20        |                    | 10                 | 1                  |                      | -                    | -                    |               | -             | -             | 221    | 21     |        |

## Титули і досягнення
- Чемпіон Швейцарії (1):

«Цюрих»: 2021/22